# Xiaomi Redmi Note 5
Xiaomi Redmi Note 5 — смартфон компанії Xiaomi, що надійшов у продаж 18 травня 2018 року. Дана модель на представлена у двох варіантах: Xiaomi Redmi Note 5 3/32, Xiaomi Redmi Note 5 4/64. Існує ще один варіант — Xiaomi redmi Note 5 6/64/128, але він призначений тільки для китайського ринку. Принципова відмінність між цими версіями полягає в обсязі оперативної та вбудованої пам'яті. Redmi Note 5 поставляється на індійський ринок, де продається під ім'ям Redmi Note 5 Pro . Відмінність від глобальної версії полягає в основній камері. Хоча вона також отримала два модулі з роздільною здатністю 12 Мп і 5 Мп, але сенсор в головному модулі використовується інший. У Redmi Note 5 Pro використовується сенсор Sony IMX486 з розміром пікселя 1.25 мкм і оптика з апертурою F / 2.2. Водночас глобальна версія цього смартфона отримала dual-core сенсор з розміром пікселя 1.4 мкм і оптику з апертурою F / 1.9. За версією журналу TechRadar даний телефон — найкращий бюджетний смартфон 2018 року.
Станом на травень 2019 року телефон все ще продається в Україні (АЛЛО, Розетка тощо) за ціною близько 4500 гривень за модель Xiaomi Redmi Note 5 4/64GB.

## Екран
Телефон оснащений екраном IPS із захисним склом Gorilla Glass. Розмір дисплея 5,99 дюйма, співвідношення сторін 18:9, а роздільна здатність становить 2160 × 1080 при щільності 403 ppi. Дисплей підтримує до 10 одночасних дотиків.

## Камера
Версія смартфона глобального і китайського ринку оснащуються 12 Мп сенсором Samsung s5k2l7 з діафрагмою f / 1.9. Розмір матриці становить 1 / 2.6, розмір пікселя 1.4 мкм. Версія смартфона для індійського ринку оснащується 12 Мп сенсором Sony IMX 486 з діафрагмою f / 2.2. Розмір матриці становить 1 / 2.9, розмір пікселя 1.25 мкм.
Основна камера являє собою подвійний модуль, перший модуль має дозвіл 12 Мп з діафрагмою f / 1.9 або f / 2.2, допоміжний модуль 5 Мп. Камера оснащена подвійним спалахом. Телефон підтримує розпізнавання осіб, віку, зміну експозиції, контрастності і різкості. В інтерфейсі присутній вибір варіантів якості знімків: «нормальне», «високе», «низьке». В ручному режимі фотографування є можливість змінити баланс білого, а так само світлочутливість до ISO 3200.
Основна камера знімає відео з роздільною здатністю 1080р при 30 fps, бітрейтом 20 МБ / с і електронної стабілізації зображення. При використанні сторонніх додатків, підтримується фільмування в 4K (3840x2160), 30 fps, бітрейтом 42 МБ / с і електронною стабілізацією зображення. За відгуками користувачів, при фільмуванні «з руки» спостерігається ефект роллінг-шаттер . Так само є технічна можливість сторонньої установки Camera2 API з підтримкою формату RAW і довгих витримок.
Фронтальна камера телефону має роздільну здатність 13 Мп, параметр діафрагми f / 2.0, сенсор OmniVision 13855, камера оснащена LED-спалахом. Версія смартфона для індійського ринку має фронтальну камеру із роздільною здатністю 20 Мп, і діафрагмою f / 2.2, сенсор Sony IMX 376.

## Технічні характеристики
- Матеріали корпусу: метал, пластик
- Операційна система: Android 8.1.0 (Oreo), прошивка MIUI 9.5.6.0. Є можливість оновлення до MIUI 12.0.2.0 на базі Android 9 Pie
- Мережі: GSM, UMTS, LTE
- SIM: дві nano-SIM (комбінований слот), підтримка в поперемінному Dual SIM Dual Standby (DSDS) режимі
- Екран: IPS, діагональ 5,99 ", FHD + 2160х1080 точки, ppi 403, мультитач до 10 торкань.
- Процесор: восьмиядерний Qualcomm Snapdragon 636; чотири ядра 1,8 ГГц, чотири ядра 1,6 ГГц
- Графіка: Adreno 509
- Оперативна пам'ять: 3/4/6 ГБ
- Пам'ять для зберігання даних: 32/64/128 ГБ
- Слот під карту пам'яті: слот для microSD, поєднаний зі слотом для другої SIM-карти
- Основна камера: два модуля по 12 і 5 Мп, спалах, автофокус, режим розмиття заднього фону.
- Фронтальна камера: 13 Мп, спалах
- Інтерфейси: WiFi 802.11 b / g / n / ac, Bluetooth 5.0, FM-радіо, ІК
- Навігація: GPS, ГЛОНАСС.
- Додатково: датчик освітленості, датчик руху, мікрогіроскоп, акселерометр, магнітометр
- Батарея: 4000 мА·год, незнімна
- Габарити: 158,5 х 75,45 х 8 мм
- Вага: 181 г.

## Захист
Екран телефону захищений від механічних пошкоджень 2.5D-склом Gorilla Glass.  Сертифіката IP у Xiaomi Redmi Note 5 немає, тобто телефон не слід мочити, кидати у воду. У 2016 році директор компанії Xiaomi пояснив відсутність захисту від води у всіх апаратах Xiaomi ціновою політикою компанії .

## Продажі
Xiaomi Redmi Note 5 був вперше представлений на виставці MWC в лютому 2018, продажі телефону на території Росії почалися 18 травня 2018 року. На початку червня 2018 року компанія Xiaomi ухвалила рішення знизити ціну на версії 3/32 і 4/64 , в результаті на російському ринку ціна телефону знизилася до 11 060 рублів за версію 3/32 і 13 140 рублів за версію 4/64  .
В Україні Redmi Note 5 був представлений в травні 2018 року разом із Mi Mix 2s й було озвучено стартову ціну за модель 3/32 ГБ - 5999 грн, за версію 4/64 ГБ — в 6999 грн. Старт продажів в Україні оголошено на 21 травня за спеціальною ціною 5555 грн.
На території Індії продажі Redmi Note 5 розпочалися раніше, 22 лютого 2018 року.  За інформацією компанії Xiaomi, менш ніж за три хвилини було продано понад 300 000 моделей, і це стало найбільшим продажем на території Індії .